# Daniel Rocha
Daniel Rocha de Azevedo (São Paulo, 26 de novembro de 1990) é um ator brasileiro. Ganhou destaque nas telenovelas Avenida Brasil, Amor à Vida, Império, Totalmente Demais e A Lei do Amor.

## Biografia
Filho do renomado dentista carioca professor doutor Cledson Azevedo e da administradora paulista Márcia Rocha. Tem dois irmãos, Tiago Rocha, chef de cozinha, e Ana Raquel, advogada. Daniel iniciou a carreira artística no teatro aos 16 anos. Aos 12 anos, Daniel começou a fazer aulas de jiu-jitsu. Aos 15, passou a fazer kickboxing. Por este esporte lutou profissionalmente e pela seleção brasileira, chegando a ser  campeão paulista, brasileiro, sul-americano e pan-americano. Além dos esportes, Daniel tomou aulas de violino por nove anos, começando aos seis. Começou seus estudos em grupos de teatro com 15 anos. Com 17 anos entrou para o grupo de teatro paulistano CPT do diretor Antunes Filho no qual teve grande influência em sua formação.

## Carreira
Em 2010, estreou na TV fazendo participação em um episódio do seriado A Vida Alheia. Daniel fez teste para a 19ª temporada de Malhação, mas não passou e o material foi arquivado. Mais tarde foi chamado para fazer outros dois testes e foi aprovado para integrar o elenco de Avenida Brasil. Ele ganhou destaque na mídia com o personagem Roni, um jogador de futebol, filho de Diógenes (Otávio Augusto).Também atuou ao lado dos atores Thiago Martins e Isis Valverde e formaram um triângulo amoroso, foi bem elogiado pela química que tinha com Isis Valverde. Em dezembro de 2012, grava o curta-metragem A Ceia. Em 2013, Daniel atuou na peça Amigos, Amigos. Amores à Parte ao lado da atriz Julia Faria. Ainda em 2013 ele recebeu o Prêmio Quem de Revelação pelo papel em Avenida Brasil. Pelo mesmo personagem foi indicado ao 15º Prêmio Contigo! de TV na categoria Revelação da TV.
Interpretou o médico Rogério na telenovela Amor à Vida, ao lado de Marina Ruy Barbosa, Ricardo Tozzi e Sophia Abrahão. Em 2014, interpreta o rebelde João Lucas, em Império, atuando ao lado de Alexandre Nero, Lilia Cabral, Josie Pessoa e novamente com Marina Ruy Barbosa. Em Império, Daniel interpretou Lucas e fez par romântico com Du, interpretada pela atriz Josie Pessôa, que no inicio da trama eram melhores amigos, mas ao longo do tempo se casam e se tornam pais de gêmeos. Os atores fazem novamente um par romântico no teatro, com a peça, Inimigas de Infância onde interpretam interpretam Vitória e Marcos. No teatro ficou em cartaz com A História dos Amantes, comédia escrita e dirigida por Marcelo Serrado, ao lado de Bruno Gissoni e Hugo Bonemer. Em 2015 integrou o elenco da novela Totalmente Demais, onde deu vida ao mulherengo Rafael, e se envolveu com as personagens de Vivianne Pasmanter, Carla Salle, Julianne Trevisol e Priscila Steinman. Em novembro de 2016, volta a TV na novela A Lei do Amor, onde interpreta o misterioso Gustavo, formando par romântico com Cláudia Raia. Em abril de 2017, viveu o sequestrador Japonês em seu primeiro longa-metragem Sequestro Relâmpago. Em maio, estreia a peça Frames ao lado de Hugo Bonemer. Em outubro, participou de um episódio da série Cidade Proibida como Marcos.
Em 2019, protagoniza a série Irmãos Freitas, interpretando o lutador Acelino Popó. No mesmo ano, protagoniza o filme Eu Sou Brasileiro, no papel do futebolista Léo. Em 2020, viveu o policial Ricardo em um episódio da série Spectros. No mesmo ano, interpretou o protagonista Mário no filme Quem Vai Ficar Com Mário?.

## Vida pessoal
Em janeiro de 2015, assumiu namoro com a dermatologista Laíse Leal. Em março de 2019, se casaram em uma cerimônia em Trancoso, na Bahia, diante de 300 convidados. O casamento chegou ao fim em setembro do mesmo ano.
Entre outubro de 2019 a janeiro de 2020, viveu um affair com a atriz Letícia Lima, com quem contracenou no filme Quem Vai Ficar com Mário?, gravado em 2019.
Ainda em 2020, começou a se relacionar a distância com a modelo Mariana Nunes. Posteriormente, se mudou para Londres para morar com a moça. Três anos depois, o relacionamento chegou ao fim.
Em outubro de 2024, assumiu namoro com a também atriz Vitória Strada.

## Filmografia

### Televisão
| Ano     | Título                       | Personagem                                          | Nota                                       |
| ------- | ---------------------------- | --------------------------------------------------- | ------------------------------------------ |
| 2010    | A Vida Alheia                | Manolo                                              | Episódio: "Acidente de Trabalho"           |
| 2012    | Avenida Brasil               | Roniquito Viegas (Roni)                             |                                            |
| 2013–14 | Amor à Vida                  | Rogério Machado                                     |                                            |
| 2014–15 | Império                      | João Lucas Medeiros de Mendonça e Albuquerque       |                                            |
| 2015–16 | Totalmente Demais            | Rafael Guerra                                       |                                            |
| 2016–17 | A Lei do Amor                | Gustavo Ribeiro                                     |                                            |
| 2017    | Cidade Proibida              | Marcos Rocha                                        | Episódio: "Caso Lupi"                      |
| 2019    | Irmãos Freitas               | Acelino Freitas (Popó)                              |                                            |
| 2020    | Spectros                     | Ricardo                                             |                                            |
| 2022    | Vale dos Esquecidos          | Bento Médice                                        |                                            |
| 2022    | O Coro: Sucesso, Aqui Vou Eu | Mariano Fronzi                                      | Episódio: "Você Sabe o que é ter um Amor?" |
| 2023–24 | Terra e Paixão               | Natércio Laurentino Vasconcelos Júnior (Natercinho) | Episódios: "16 de dezembro–19 de janeiro"  |
| 2024    | Luz                          | Marcos Almeida                                      |                                            |
| 2024    | Desejos S.A.                 | Thiago Lima                                         |                                            |

### Cinema
| Ano  | Título                    | Personagem       | Nota           |
| ---- | ------------------------- | ---------------- | -------------- |
| 2013 | A Ceia                    | João Pedro       | Curta-metragem |
| 2018 | Sequestro Relâmpago       | Japonês          |                |
| 2019 | Eu Sou Brasileiro         | Léo              |                |
| 2019 | Recife Assombrado         | Hermano          |                |
| 2020 | A Queda                   | Beto             |                |
| 2021 | Quem Vai Ficar Com Mário? | Mário Brüderlich |                |
| 2021 | Doutor Gama               | Pedro (jovem)    |                |
| 2023 | O Mestre da Fumaça        | Gabriel          |                |
| 2025 | Confia: Sonhos de Cria    | Dudu             |                |
| 2025 | Covil                     | Pedro            |                |
| 2025 | Recife Assombrado 2       | Hermano          |                |

## Teatro
| Ano  | Peça                           | Personagem                        |
| ---- | ------------------------------ | --------------------------------- |
| 2013 | Amigos, Amigos. Amores à Parte | João Pedro                        |
| 2014 | A História dos Amantes         | Hugo                              |
| 2015 | Inimigas de Infância           | Marcos/Fernandinho/Carlos Alberto |
| 2017 | Frames                         | Vários                            |

## Prêmios e indicações
| Ano  | Prêmio                        | Categoria            | Trabalho indicado         | Resultado |
| ---- | ----------------------------- | -------------------- | ------------------------- | --------- |
| 2012 | Prêmio Extra de Televisão     | Melhor Revelação     | Avenida Brasil            | Indicado  |
| 2013 | Prêmio Quem de Televisão      | Revelação            | Avenida Brasil            | Venceu    |
| 2013 | 15º Prêmio Contigo! de TV     | Revelação da TV      | Avenida Brasil            | Indicado  |
| 2022 | Prêmio Nosso Orgulho          | Atuação              | Quem Vai Ficar Com Mário? | Indicado  |
| 2023 | Festival Sesc Melhores Filmes | Melhor Ator Nacional | A Queda                   | Indicado  |
| 2024 | Festival Sesc Melhores Filmes | Melhor Ator Nacional | O Mestre da Fumaça        | Pendente  |